# Зураб Джапарідзе
Зураб Гірчі Джапарідзе (груз. ზურაბ გირჩი ჯაფარიძე; нар. 1 січня 1976) — грузинський політик. Співзасновник Лібертаріанської партії «Гірчі». 26 грудня 2020 року заснував нову політичну партію «Гірчі — більше свободи».
Він грузинський політик, був депутатом парламенту Грузії 8-го скликання 2012–2016. Він виграв квиток від партії Єдиний національний рух (ЄНР), з якої вийшов у травні 2015 року. Він був одним із лідерів праймеризації ЄНР на президентських виборах 2013 року, але не висувався кандидатом у президенти.  
2018 16 квітня Зураб Джапарідзе підтвердив, що балотуватиметься від «Гірчі» на президентських виборах 2018 року. Під час президентських виборів 2018 року Джапарідзе розмістив власні передвиборчі банери на порносайті Pornhub. Користувачі побачили на сайті два банери з такими підписами: «Більше сексу, більше свободи» і «Я не обіцяю збільшити розмір». Причиною розміщення власної реклами на сайті «Гірчі» називає низькі бюджетні витрати.
Джапарідзе дотримується лібертаріанських і сильних прозахідних поглядів. Джапарідзе тривалий час був прихильником членства Грузії в Організації Північноатлантичного договору та Європейському Союзі. Економічна політика Джапарідзе спрямована на дерегуляцію ринку та розвиток макроекономічного потенціалу країни. У парламенті Джапарідзе активно виступає за низькі податки, малий уряд, децентралізацію уряду та приватизацію державного майна. Джапарідзе також підтримує легалізацію марихуани в Грузії.